# Barbara Florian
Barbara Florian (Estocolmo, 9 de septiembre de 1931) es una actriz de cine sueca retirada conocida por su trabajo en el cine italiano.

## Filmografía parcial
- Carcerato (1951)
- Signori, in carrozza! (1951)
- Luna rossa (1952)
- La tratta delle bianche (1952)
- Altri tempi (1952)
- I tre corsari (1952)
- Jolanda, la figlia del Corsaro Nero (1953)
- Primo amore (1959)